# Coenosia microcalyptra
Coenosia microcalyptra är en tvåvingeart som beskrevs av Fritz Isidore van Emden 1940. Coenosia microcalyptra ingår i släktet Coenosia och familjen husflugor.
Artens utbredningsområde är Kenya. Inga underarter finns listade i Catalogue of Life.